# Наумов Федір Васильович
Наумов Федір Васильович (1692—1757) — учасник обрання гетьманом Данила Апостола 1 (12) жовтня 1727 року у Глухові, міністр-резидент Російського імператора при гетьмані Д. Апостолі (1727—1728 рр.), Головний суддя Московського судного приказу (1737—1738 рр.), Віце-губернатор Санкт-Петербургу (1738—1740 рр.), генерал-поліцмейстер Санкт-Петербургу (1740—1744 рр.), дійсний тайний радник, сенатор.

## Біографія
Навчався вдома. В 1708 році поступив на службу в Московському Судному приказі. В 1711 році став адютантом Якова Федоровича Долгорукова, що очолював кригс-комісаріат (см. Кригс-комиссариат в Викитеке).
В 1719 році Наумов отримав ранг статського радника, а в 1727 році — дійсного статського радника.

## Діяльність у Глухові
Як представник царя Петра II Федір Наумов 1 (12) жовтня 1727 року брав участь в обранні гетьманом Лівобережної України Данила Апостола. Йому ставилось завдання обрати гетьманом саме 73-річного миргородського полковника. Церемонія обрання проходила на Генеральній (великій) раді в Глухові.
В 1727—1728 рр. був міністром-радником (таємним радником) при гетьмані Д. Апостолі. Його секретарем працював Єгор Непеїн. Доношение 12 квітня 1728 року
Після повернення до С-Петербурга 12 липня 1728 року був нагороджений Орденом Святого Олександра Невського і отримав ранг тайного радника.

## Родина
Був одружений з Марією Михайлівною — донькою петровського сенатора Самаріна Михайла Михайловича.
Вони виховували єдину доньку Анну (1740—1796), що одружилась з князем Андрієм Михайловичем Белосельським, що проживав за кордоном.